# Yeavering
Yeavering – osada w Anglii, w hrabstwie Northumberland. Leży 73 km na północny zachód od miasta Newcastle upon Tyne i 470 km na północ od Londynu.